# 交響曲第54番 (ハイドン)
交響曲第54番 ト長調 Hob. I:54 は、フランツ・ヨーゼフ・ハイドンが1774年に作曲した交響曲。
感情の表現を主体にした「シュトゥルム・ウント・ドラング（疾風怒濤）期」を脱し、より単純で娯楽的な方向へと進んだ時期の作品であり、編成や構成の点で作曲者の後期様式に繋がる発展が見られる。

## 概要
本作から第57番までの4曲は、残された自筆原稿から1774年に作曲されたことがわかっているが、本作はそのうち最大の規模を持つ。
本作は2回にわたって改訂された。1774年の初版には序奏部がなく、楽器編成も当時のハイドンの標準的な編成（オーボエ、ファゴット、ホルン各2本と弦楽）を持っていたが、第2版で序奏部追加され、第3版ではフルート、トランペット、ティンパニが追加された。通常演奏されるのは1776年頃に書かれた第3版で、ハイドンの交響曲の編成としてはロンドン交響曲以前では最大規模である。

## 編成
フルート2、オーボエ2、ファゴット2、ホルン2、トランペット2、ティンパニ、弦五部。
ハイドンの交響曲では従来、ファゴットの楽譜は存在せず低音（チェロ、コントラバス）の楽譜を演奏していたが、この曲ではじめてファゴットのパートが独立した（ファゴットを使用しない第2楽章を除く）。同時期の第55番『校長先生』と第56番では、ファゴットソロのある楽章にのみ独立した楽譜が与えられている。

## 曲の構成
全4楽章、演奏時間は約34分。第2楽章が長大なため、他の交響曲より10分ほど長くなっている。
- 第1楽章 アダージョ・マエストーソ - プレスト
ト長調、4分の3拍子 - 2分の2拍子、ソナタ形式。

付点音符を多用した序奏の後にプレストの主部に変わる。第1主題はファゴットとホルンによって演奏され、弦楽器がユニゾンでオスティナート音型で伴奏する。曲はこの伴奏音型により展開される。

- 第2楽章 アダージョ・アッサイ
ハ長調、4分の3拍子、ソナタ形式。

ハイドンの全交響曲中もっとも遅く、珍しい速度表示を採る緩徐楽章である[1]。演奏時間も長く、全てのリピートを実行すると20分近くを要する。後のロマン派交響曲の緩徐楽章へと通じる繊細で感動的な、深い情緒を湛えている。
この楽章ではフルート、ファゴット、トランペット、ティンパニは休み、提示部では大部分が弱音器をつけたヴァイオリンによって演奏される。展開部は変ロ音のユニゾンに始まり、ニ短調で進行する。再現部の主題は管楽器が加わる。最後近くに第1ヴァイオリンと第2ヴァイオリンだけの長いカデンツァ風の部分がある。

- 第3楽章 メヌエット - トリオ
ト長調、4分の3拍子。
前打音を伴った、軽快で特徴的な主題をもつ。トリオは第1ヴァイオリンとファゴットがユニゾンで歌う。

- 第4楽章 フィナーレ：プレスト
ト長調、4分の4拍子、ソナタ形式。

第1主題は、跳ねるようなシンコペーションのリズムの伴奏の上に軽快に歌われる。第2主題は足踏みするようなヴァイオリンの旋律の裏で伸びる、提示部ではオーボエ、再現部ではファゴットの保続音が特徴的である。通して軽快な気分に貫かれている。